# Saildrive

Segelyacht mit Saildrive-Antrieb

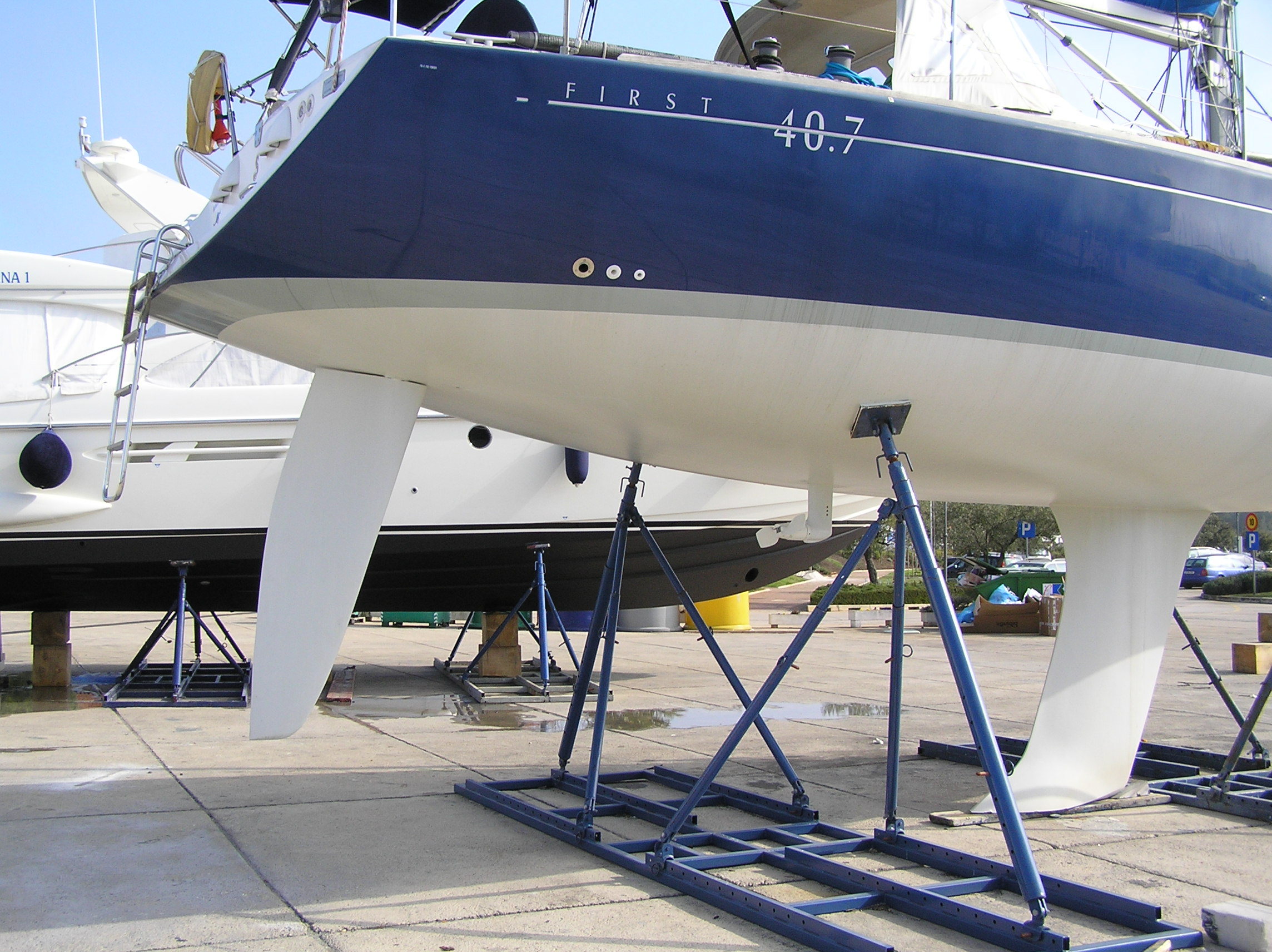
Saildriveantrieb einer First 40.7

Saildrive bezeichnet eine spezielle Antriebskonstruktion bei Motor- oder Segelyachten. Es handelt sich dabei um eine leicht einzubauende Kompaktanlage.
Vom Motor, der im Rumpf der Yacht eingebaut ist, führt ein fest angeflanschter Schaft mit einer Antriebswelle (Propellerwelle) senkrecht nach unten und tritt an einer Öffnung im Schiffsrumpf aus. Zwischen Schaft und Rumpf sind Gummimanschetten angebracht, die zur Abdichtung des Rumpfs dienen. Am Schaftende wird die Antriebswelle rechtwinklig umgelenkt und tritt horizontal aus dem Schaft aus. Daran ist der Propeller montiert.
Die Ansaugung von Kühlwasser erfolgt ähnlich wie bei Außenbordmotoren ebenfalls über den Schaft.